# شو مائدا
شو مائدا (ژاپنی: 前田 柊؛ زادهٔ ۲ دسامبر ۱۹۹۳) یک بازیکن فوتبال اهل ژاپن است.
از باشگاه‌هایی که در آن بازی کرده‌است می‌توان به باشگاه فوتبال ونریر هاچینوهه اشاره کرد.